# 下關穴
下關穴是属于足陽明胃經的腧穴。

## 定位
耳前顴弓與下頜切跡之間的凹陷處。

## 主治
牙關緊閉、下頜疼痛、齒痛、耳鳴耳聾等。

## 操作
直刺0.5～1.2寸；可灸。